# Aleksandra Bojkova
Aleksandra Igorevna Bojkova (Russisch: Александра Игоревна Бойкова) (Sint-Petersburg, 20 januari 2002) is een Russisch kunstschaatsster die uitkomt als paarrijdster. Bojkova schaatst sinds 2015 met Dmitri Kozlovski.

## Biografie
Bojkova begon in 2006 met kunstschaatsen. Ze trainde bijna tien jaar als soloschaatsster in de schaatsgroep van Aleksej Misjin. Vervolgens stapte ze over naar het paarrijden, waarna ze in november 2015 werd gekoppeld aan Dmitri Kozlovski.
Het duo maakte in september 2016 het internationale debuut bij een Junior Grand Prix-wedstrijd in Rusland. Door goede resultaten kwalificeerden ze zich voor de Junior Grand Prix-finale, waar ze met een persoonlijk record de bronzen medaille wonnen. In februari 2017 bemachtigden ze de titel op het NK junioren en in maart 2017 wonnen ze de zilveren medaille op het WK junioren. Ze eindigden hiermee achter het Australische koppel Jekaterina Aleksandrovskaja / Harley Windsor.
De flitsende start werd het seizoen erop niet opgevolgd met goede resultaten, maar in 2018/19 herpakte het stel zich. Bojkova en Kozlovski wonnen brons op het NK voor senioren, brons op het EK en werden zesde op het WK. Het jaar erop werden ze zowel Russisch kampioen als Europees kampioen bij de paren.

## Persoonlijke records
Bojkova/Kozlovski
| records             | punten | datum      | toernooi |
| ------------------- | ------ | ---------- | -------- |
| Hoogste totaalscore | 210.30 | 21-03-2019 | WK       |
| Hoogste korte kür   | 072.58 | 23-01-2019 | EK       |
| Hoogste vrije kür   | 140.31 | 21-03-2019 | WK       |

## Belangrijke resultaten
| Kampioenschap                                     | 16/17  | 17/18 | 18/19         | 19/20         | 20/21         |
| ------------------------------------------------- | ------ | ----- | ------------- | ------------- | ------------- |
| Wereldkampioenschap                               |        |       | 6e            | *             | Brons         |
| Europees kampioenschap                            |        |       | Brons         | Goud          | *             |
| Grand Prix-finale                                 |        |       |               | 4e            |               |
| Nationaal kampioenschap                           | 6e     | 5e    | Brons         | Goud          | Zilver        |
| WK junioren                                       | Zilver |       | geen deelname | geen deelname | geen deelname |
| Junior Grand Prix-finale                          | Brons  | 5e    | geen deelname | geen deelname | geen deelname |
| NK junioren                                       | Goud   | 4e    | geen deelname | geen deelname | geen deelname |
| * Afgelast naar aanleiding van de coronapandemie. |        |       |               |               |               |